# Грб Гернзија
Грб Гернзија је званични хералдички симбол британског крунског поседа у Ламаншу, Гернзија.
Грб чини црвени штит са три златна лава у пролазу, а изнад штита је мали букет лишћа. Врло је сличан грбовима Нормандије, Џерзија и Енглеске.